# Cambieure
Cambieure  est une commune française située dans l'Ouest du département de l'Aude, en région Occitanie.
Sur le plan historique et culturel, la commune fait partie du Razès, un pays historiquement très étendu, qui ne se résume aujourd'hui qu'aux collines de la Malepère et au bas Razès au centre et au sud, limité par le pays de Sault. Exposée à un climat méditerranéen, elle est drainée par le Sou. La commune possède un patrimoine naturel remarquable composé d'une zone naturelle d'intérêt écologique, faunistique et floristique.
Cambieure est une commune rurale qui compte 322 habitants en 2022, après avoir connu une forte hausse de la population depuis 1975. Elle fait partie de l'aire d'attraction de Carcassonne. Ses habitants sont appelés les Cambieurois et ses habitantes les Cambieuroises.

## Géographie

### Localisation
Cambieure est une commune située dans le Razès sur le Sou à proximité de Limoux. Elle appartient à la communauté de communes du Limouxin.

### Communes limitrophes
Les communes limitrophes sont  Belvèze-du-Razès, Brugairolles, Cailhau et Routier.
|                  | Cailhau   |              |
| Belvèze-du-Razès | Cambieure | Brugairolles |
|                  | Routier   |              |

### Géologie et relief
Cambieure se situe en zone de sismicité 2 (sismicité faible).

### Hydrographie
La commune est dans la région hydrographique « Côtiers méditerranéens », au sein du bassin hydrographique Rhône-Méditerranée-Corse. Elle est drainée par le Sou, constituant un réseau hydrographique de 2 km de longueur totale,.
Le Sou, d'une longueur totale de 29,5 km, prend sa source dans la commune de Lignairolles et s'écoule du sud-ouest vers le nord-est puis vers l'est. Il traverse la commune et se jette dans l'Aude à Pieusse, après avoir traversé 17 communes.

### Climat
Pour des articles plus généraux, voir Climat de l'Occitanie et Climat de l'Aude.
En 2010, le climat de la commune est de type climat méditerranéen altéré, selon une étude s'appuyant sur une série de données couvrant la période 1971-2000. En 2020, Météo-France publie une typologie des climats de la France métropolitaine dans laquelle la commune est exposée à un climat océanique altéré et est dans une zone de transition entre les régions climatiques « Aquitaine, Gascogne » et « Pyrénées orientales »0.
Pour la période 1971-2000, la température annuelle moyenne est de 13,3 °C, avec une amplitude thermique annuelle de 15,6 °C. Le cumul annuel moyen de précipitations est de 744 mm, avec 10 jours de précipitations en janvier et 5,3 jours en juillet. Pour la période 1991-2020, la température moyenne annuelle observée sur la station météorologique la plus proche, située sur la commune d'Alaigne à 4 km à vol d'oiseau, est de 14,0 °C et le cumul annuel moyen de précipitations est de 673,6 mm,. Pour l'avenir, les paramètres climatiques de la commune estimés pour 2050 selon différents scénarios d'émission de gaz à effet de serre sont consultables sur un site dédié publié par Météo-France en novembre 2022.

### Milieux naturels et biodiversité

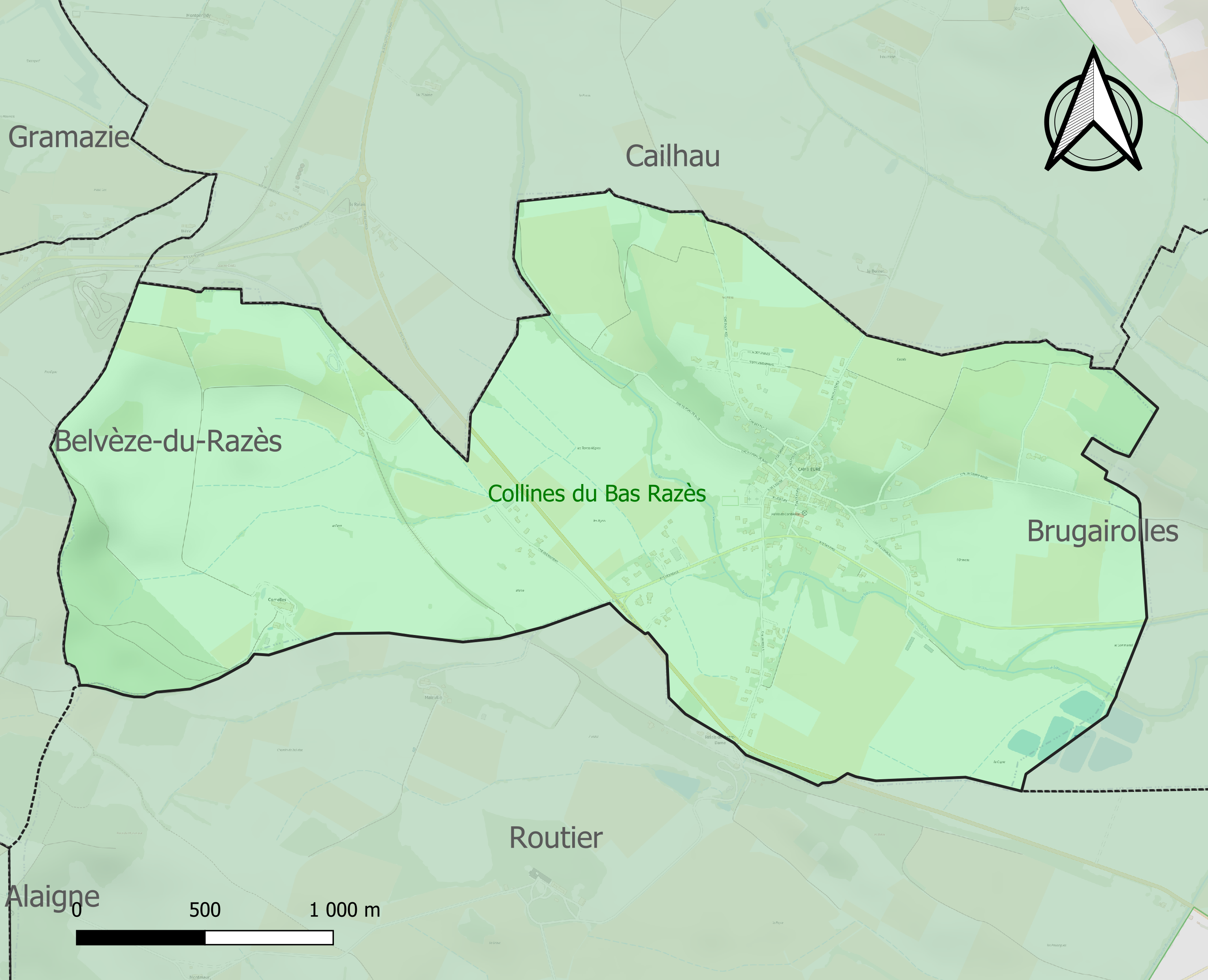
Carte de la ZNIEFF de type 1 localisée sur la commune.

L’inventaire des zones naturelles d'intérêt écologique, faunistique et floristique (ZNIEFF) a pour objectif de réaliser une couverture des zones les plus intéressantes sur le plan écologique, essentiellement dans la perspective d’améliorer la connaissance du patrimoine naturel national et de fournir aux différents décideurs un outil d’aide à la prise en compte de l’environnement dans l’aménagement du territoire. Une ZNIEFF de type 1 est recensée sur la commune : les « collines du Bas Razès » (3 551 ha), couvrant 13 communes du département.

## Urbanisme

### Typologie
Au 1er janvier 2024, Cambieure est catégorisée commune rurale à habitat dispersé, selon la nouvelle grille communale de densité à 7 niveaux définie par l'Insee en 2022.
Elle est située hors unité urbaine. Par ailleurs la commune fait partie de l'aire d'attraction de Carcassonne, dont elle est une commune de la couronne,. Cette aire, qui regroupe 115 communes, est catégorisée dans les aires de 50 000 à moins de 200 000 habitants,.

### Occupation des sols
L'occupation des sols de la commune, telle qu'elle ressort de la base de données européenne d’occupation biophysique des sols Corine Land Cover (CLC), est marquée par l'importance des territoires agricoles (89,2 % en 2018), en diminution par rapport à 1990 (100 %). La répartition détaillée en 2018 est la suivante : cultures permanentes (47 %), terres arables (37,5 %), zones urbanisées (10,8 %), zones agricoles hétérogènes (4,7 %). L'évolution de l’occupation des sols de la commune et de ses infrastructures peut être observée sur les différentes représentations cartographiques du territoire : la carte de Cassini (XVIIIe siècle), la carte d'état-major (1820-1866) et les cartes ou photos aériennes de l'IGN pour la période actuelle (1950 à aujourd'hui).

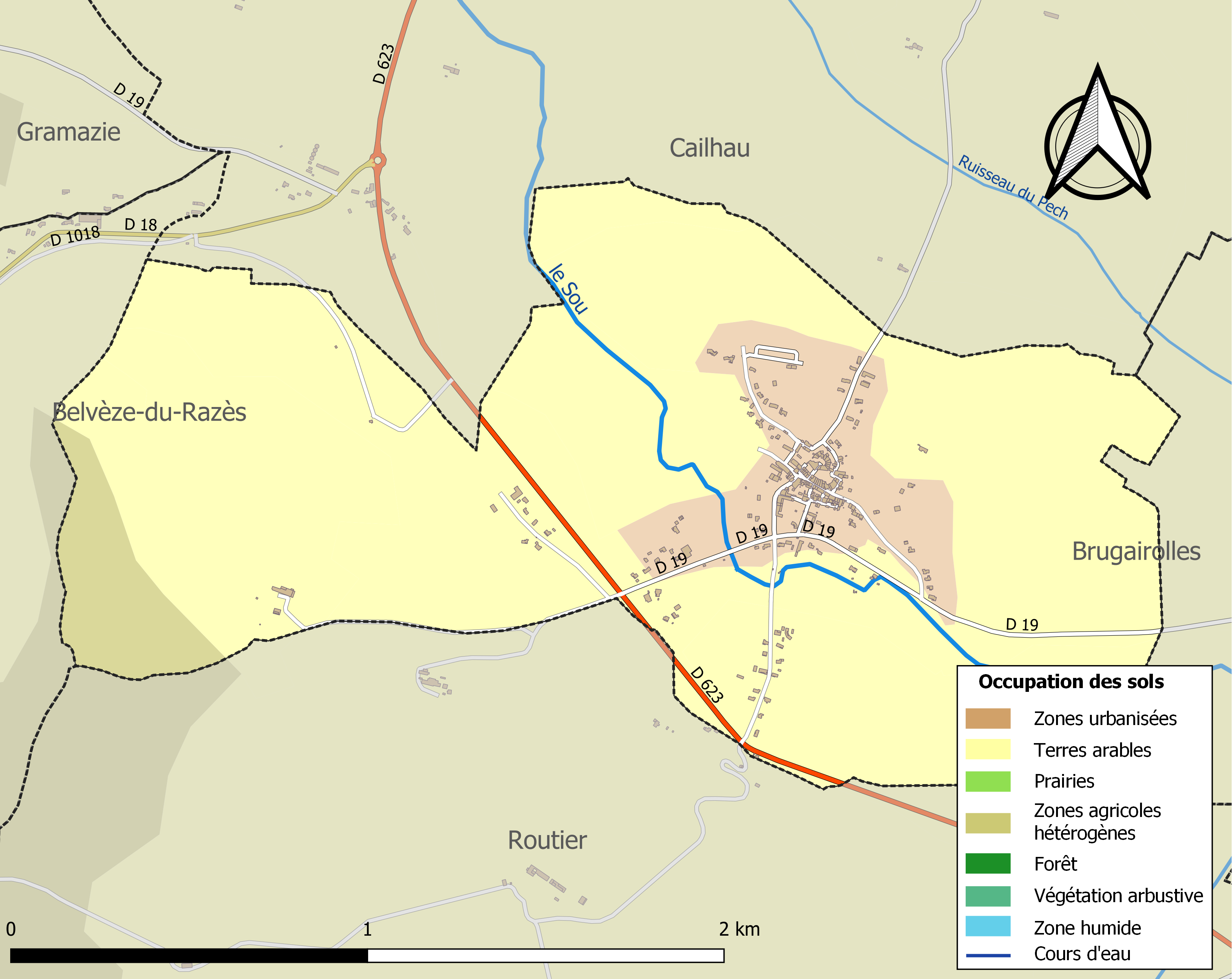
Carte des infrastructures et de l'occupation des sols de la commune en 2018 (CLC).

### Risques majeurs
Le territoire de la commune de Cambieure est vulnérable à différents aléas naturels : météorologiques (tempête, orage, neige, grand froid, canicule ou sécheresse), inondations et séisme (sismicité faible). Un site publié par le BRGM permet d'évaluer simplement et rapidement les risques d'un bien localisé soit par son adresse soit par le numéro de sa parcelle.
Certaines parties du territoire communal sont susceptibles d’être affectées par le risque d’inondation par débordement de cours d'eau, notamment le Sou. La commune a été reconnue en état de catastrophe naturelle au titre des dommages causés par les inondations et coulées de boue survenues en 1982, 1992, 2009 et 2020,.

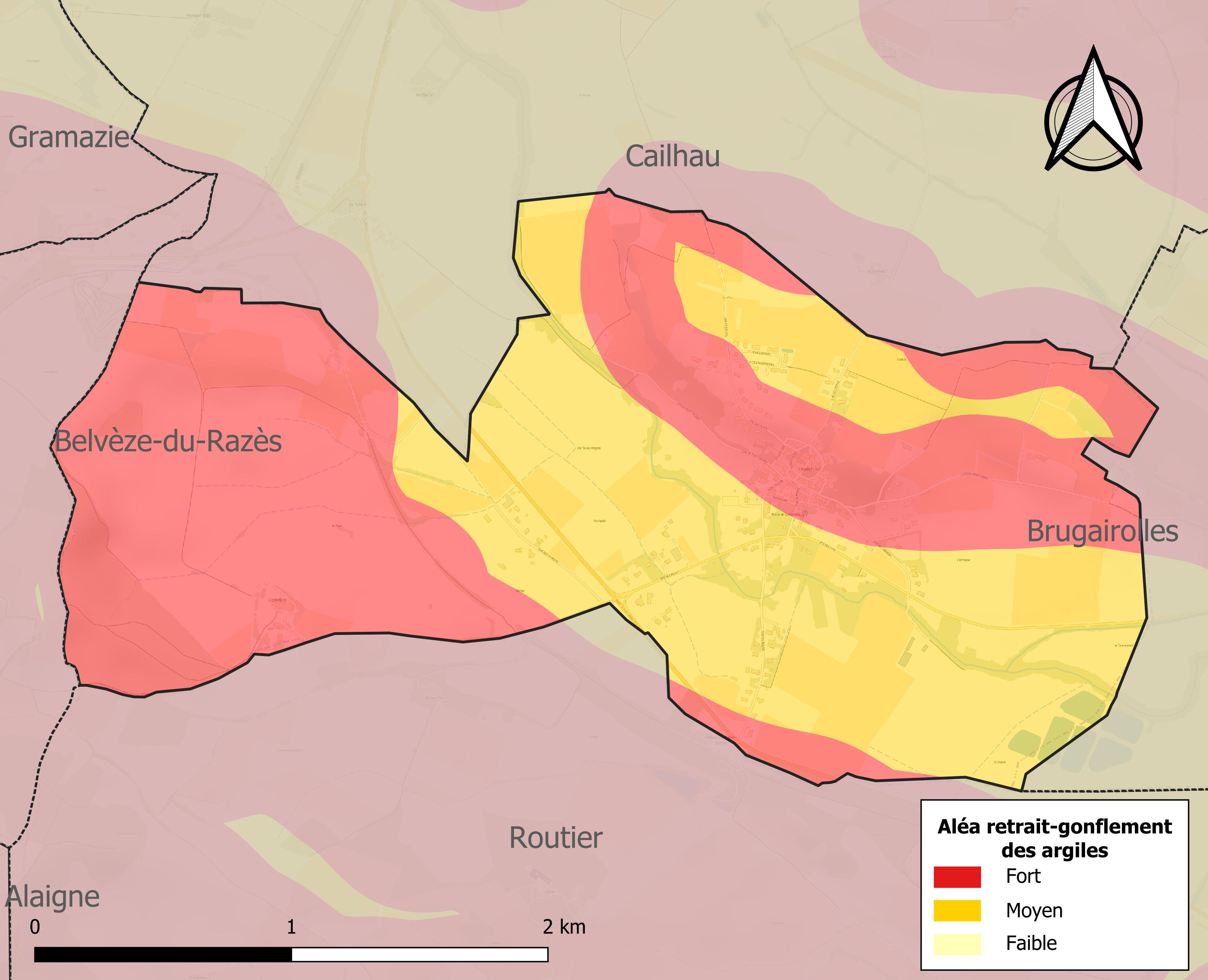
Carte des zones d'aléa retrait-gonflement des sols argileux de Cambieure.

Le retrait-gonflement des sols argileux est susceptible d'engendrer des dommages importants aux bâtiments en cas d’alternance de périodes de sécheresse et de pluie. La totalité de la commune est en aléa moyen ou fort (75,2 % au niveau départemental et 48,5 % au niveau national). Sur les 161 bâtiments dénombrés sur la commune en 2019, 161 sont en aléa moyen ou fort, soit 100 %, à comparer aux 94 % au niveau départemental et 54 % au niveau national. Une cartographie de l'exposition du territoire national au retrait gonflement des sols argileux est disponible sur le site du BRGM,.

## Politique et administration

### Découpage territorial
La commune de Cambieure est membre de la communauté de communes du Limouxin, un établissement public de coopération intercommunale (EPCI) à fiscalité propre créé le 2 décembre 2016 dont le siège est à Limoux. Ce dernier est par ailleurs membre d'autres groupements intercommunaux.
Sur le plan administratif, elle est rattachée à l'arrondissement de Limoux, au département de l'Aude, en tant que circonscription administrative de l'État, et à la région Occitanie.
Sur le plan électoral, elle dépend du canton de la Piège au Razès pour l'élection des conseillers départementaux, depuis le redécoupage cantonal de 2014 entré en vigueur en 2015, et de la troisième circonscription de l'Aude  pour les élections législatives, depuis le redécoupage électoral de 1986.

### Liste des maires
| Période                                  | Période  | Identité             | Étiquette | Qualité |
| ---------------------------------------- | -------- | -------------------- | --------- | ------- |
| mars 2001                                | 2008     | Patrick Leclercq     |           |         |
| mars 2008                                | 2014     | Jacques Gruszewski   |           |         |
| mars 2014                                | 2020     | Jean-Pierre Cluscard |           |         |
| 2020                                     | en cours | Pierre Jouy          |           |         |
| Les données manquantes sont à compléter. |          |                      |           |         |

## Démographie
| 1793 | 1800 | 1806 | 1821 | 1831 | 1836 | 1841 | 1846 | 1851 |
| ---- | ---- | ---- | ---- | ---- | ---- | ---- | ---- | ---- |
| 182  | 226  | 241  | 229  | 270  | 244  | 254  | 264  | 292  |

| 1856 | 1861 | 1866 | 1872 | 1876 | 1881 | 1886 | 1891 | 1896 |
| ---- | ---- | ---- | ---- | ---- | ---- | ---- | ---- | ---- |
| 274  | 244  | 240  | 244  | 249  | 250  | 298  | 291  | 267  |

| 1901 | 1906 | 1911 | 1921 | 1926 | 1931 | 1936 | 1946 | 1954 |
| ---- | ---- | ---- | ---- | ---- | ---- | ---- | ---- | ---- |
| 304  | 308  | 281  | 228  | 222  | 241  | 227  | 200  | 164  |

| 1962 | 1968 | 1975 | 1982 | 1990 | 1999 | 2006 | 2007 | 2012 |
| ---- | ---- | ---- | ---- | ---- | ---- | ---- | ---- | ---- |
| 159  | 160  | 129  | 147  | 236  | 214  | 232  | 234  | 288  |

| 2017 | 2022 | - | - | - | - | - | - | - |
| ---- | ---- | - | - | - | - | - | - | - |
| 304  | 322  | - | - | - | - | - | - | - |

## Économie

### Revenus
En 2018  (données Insee publiées en septembre 2021), la commune compte 125 ménages fiscaux, regroupant 284 personnes. La médiane du revenu disponible par unité de consommation est de 20 580 € (19 240 € dans le département).

### Emploi
| Division       | 2008   | 2013   | 2018   |
| -------------- | ------ | ------ | ------ |
| Commune        | 4,7 %  | 5,5 %  | 6,7 %  |
| Département    | 10,2 % | 12,8 % | 12,6 % |
| France entière | 8,3 %  | 10 %   | 10 %   |

En 2018, la population âgée de 15 à 64 ans s'élève à 178 personnes, parmi lesquelles on compte 69,3 % d'actifs (62,6 % ayant un emploi et 6,7 % de chômeurs) et 30,7 % d'inactifs,. Depuis 2008, le taux de chômage communal (au sens du recensement) des 15-64 ans est inférieur à celui de la France et du département.
La commune fait partie de la couronne de l'aire d'attraction de Carcassonne, du fait qu'au moins 15 % des actifs travaillent dans le pôle,. Elle compte 44 emplois en 2018, contre 36 en 2013 et 32 en 2008. Le nombre d'actifs ayant un emploi résidant dans la commune est de 118, soit un indicateur de concentration d'emploi de 37,5 % et un taux d'activité parmi les 15 ans ou plus de 53,5 %.
Sur ces 118 actifs de 15 ans ou plus ayant un emploi, 27 travaillent dans la commune, soit 23 % des habitants. Pour se rendre au travail, 83,9 % des habitants utilisent un véhicule personnel ou de fonction à quatre roues, 1,7 % les transports en commun, 6,8 % s'y rendent en deux-roues, à vélo ou à pied et 7,6 % n'ont pas besoin de transport (travail au domicile).

### Activités hors agriculture
17 établissements sont implantés  à Cambieure au 31 décembre 2019.
Le secteur des activités spécialisées, scientifiques et techniques et des activités de services administratifs et de soutien est prépondérant sur la commune puisqu'il représente 29,4 % du nombre total d'établissements de la commune (5 sur les 17 entreprises implantées  à Cambieure), contre 13,3 % au niveau départemental.

### Agriculture
La commune fait partie de la petite région agricole dénommée « Razès ». En 2010, l'orientation technico-économique de l'agriculture  sur la commune est la viticulture (appellation et autre).
|                                   | 1988 | 2000 | 2010 |
| --------------------------------- | ---- | ---- | ---- |
| Exploitations                     | 19   | 10   | 11   |
| Superficie agricole utilisée (ha) | 266  | 278  | 302  |

Le nombre d'exploitations agricoles en activité et ayant leur siège dans la commune est passé de 19 lors du recensement agricole de 1988 à 10 en 2000 puis à 11 en 2010, soit une baisse de 42 % en 22 ans. Le même mouvement est observé à l'échelle du département qui a perdu pendant cette période 52 % de ses exploitations. La surface agricole utilisée sur la commune a quant à elle augmenté, passant de 266 ha en 1988 à 302 ha en 2010. Parallèlement la surface agricole utilisée moyenne par exploitation a augmenté, passant de 14 à 27 ha.

## Culture locale et patrimoine

### Lieux et monuments
- Église de la Nativité de Cambieure.
- Chapelle du cimetière de Cambieure.

### Héraldique
| Blason de Cambieure | Blason  | D'argent au crampon de gueules.                  |
| Blason de Cambieure | Détails | Le statut officiel du blason reste à déterminer. |